# City Centre
El City Centre  es un rascacielos en Daca, Bangladés. Su construcción comenzó en 2004 y se terminó en 2012. Su altura de 171 metros y 37 pisos lo convierten en el edificio más alto de Bangladés.
| Predecesor: Bangladesh Bank Building | Edificio más alto de Bangladés 2012 - actualidad | Sucesor: - |